# Cleyton (football, 1983)
Pour les articles homonymes, voir Cleyton.
Cleyton Alexandre Henrique Silva dit Cleyton, (né le 8 mars 1983), est un footballeur brésilien.
Vivant en Grèce depuis 10 ans, Cleyton a obtenu le 13 novembre 2007, la double nationalité (Grec-Brésilien).

## Palmarès
AEL Larissa
- Vainqueur de la Coupe de Grèce en 2007.

 Panathinaïkos
- Champion de Grèce en 2010.
- Vainqueur de la Coupe de Grèce en 2010.